# Кыргызстан на зимних Олимпийских играх 1994
Кыргызстан принимал участие в Зимних Олимпийских играх 1994 года в Лиллехаммере (Норвегия) в первый раз за свою историю, но не завоевал ни одной медали. Сборную страны представляла одна спортсменка — биатлонистка Евгения Роппель. В спринтерской гонке она заняла 66 место, в индивидуальной — 67. На время первой гонки ей было 17 лет 300 дней.
Так как киргизская команда не прибыла на церемонию открытия, флаг страны нёс переводчик Торкель Энгенесс.

## Биатлон
Женщины
| Спортсмен       | Дисциплина           | Финал     | Финал |
| Спортсмен       | Дисциплина           | Время     | Место |
| --------------- | -------------------- | --------- | ----- |
| Евгения Роппель | Спринт               | 31:08.0   | 66    |
| Евгения Роппель | Индивидуальная гонка | 1:02:46.6 | 67    |